# کشورهای اقیانوسیه در جام جهانی فوتبال
تنها تیم در قاره اقیانوسیه که موفق به حضور درجام جهانی شده‌ تیم ملی فوتبال نیوزلند است. این تیم موفق به حضور در جام جهانی ۱۹۸۲اسپانیا و جام جهانی ۲۰۱۰ آفریقای جنوبی شده‌است.
| سال حضور | میزبان        | گل زده | گل خورده | تفاضل گل | برد | باخت | مساوی | امتیاز |
| -------- | ------------- | ------ | -------- | -------- | --- | ---- | ----- | ------ |
| ۱۹۸۲     | اسپانیا       | ۲      | ۱۲       | ۱۰-      | ۰   | ۳    | ۰     | ۰      |
| ۲۰۱۰     | آفریقای جنوبی | ۲      | ۲        | ۰        | ۰   | ۰    | ۳     | ۳      |
| مجموع    | -             | ۴      | ۱۴       | ۱۴-      | ۰   | ۳    | ۳     | ۳      |

جدول زیر ریز بازی‌های نیوزلند را در جام‌های جهانی نشان می‌دهد.
| سال حضور | نام تیم | نتیجه | نام تیم  |
| -------- | ------- | ----- | -------- |
| ۱۹۸۲     | نیوزلند | ۲–۵   | اسکاتلند |
| ۱۹۸۲     | نیوزلند | ۰–۳   | شوروی    |
| ۱۹۸۲     | نیوزلند | ۰–۴   | برزیل    |
| ۲۰۱۰     | نیوزلند | ۱–۱   | اسلواکی  |
| ۲۰۱۰     | نیوزلند | ۱–۱   | ایتالیا  |
| ۲۰۱۰     | نیوزلند | ۰–۰   | پاراگوئه |

پیش‌تر تیم ملی فوتبال استرالیا هم به جام جهانی راه پیدا کرده بود اما این تیم چندسال بعد ازکنفدراسیون فوتبال اقیانوسیه جداشد و به کنفدراسیون فوتبال آسیا پیوست.